# Kim Mi-rae
Kim Mi-rae (Pyongyang, 7 de abril de 2001) é uma saltadora norte-coreana, medalhista olímpica.

## Carreira
Nas Olimpíadas de Verão de 2016, Kim ficou em 4º lugar na plataforma sincronizada feminina de dez metros com sua parceira Kim Kuk-hyang.
Nas Olimpíadas de Verão de 2024, ela ganhou a medalha de prata com sua parceira Jo Jin-mi na plataforma sincronizada feminina de 10 metros, marcando a primeira medalha olímpica de saltos da Coreia do Norte. Ela também garantiu a medalha de bronze na plataforma feminina de 10 metros com uma pontuação de 372,10.